# Kerbal Space Program 2
Kerbal Space Program 2 (KSP 2) est un jeu vidéo de simulation de vol spatial développé par Intercept Games (initialement par Star Theory Games (en)) et édité par Private Division, sorti en accès anticipé le 24 février 2023 sur PC. Une sortie sur PlayStation 5 et Xbox Series est prévue après l'accès anticipé. Il est le successeur de Kerbal Space Program, développé et édité par Squad à partir de 2011.
Il reçoit des critiques négatives à sa sortie à cause de nombreux bugs et d'un manque de fonctionnalité. Par la suite, après que l'éditeur ait pris la décision de fermer Intercept Games, le développement est probablement définitivement arrêté.

## Système de jeu
Le système de jeu de Kerbal Space Program 2 est dans la continuité de celui de son prédécesseur : le joueur dispose d'un certain nombre de pièces astronautiques qu'il peut assembler à sa guise, avant de piloter sa création dans un système planétaire fictif. Il le complète cependant par plusieurs aspects, notamment par la construction en orbite, la mise en place de colonies ou encore le voyage interstellaire. Dans cette optique, des technologies futuristes comme la propulsion nucléaire ou l'utilisation de l'hydrogène métallique sont mises à disposition. Le jeu devait par ailleurs proposer un mode multijoueur et approfondir les capacités de modding du premier opus.

## Développement
Kerbal Space Program 2 est annoncé le 19 août 2019 lors de la gamescom. Contrairement au premier opus, ce n'est pas le studio mexicain Squad qui se charge du développement, mais le studio américain Star Theory Games (en), anciennement connu sous le nom Uber Entertainment. Le jeu est édité par Private Division, filiale de Take-Two Interactive qui avait acheté la franchise en 2017.
En février 2020, Take-Two annonce le transfert du développement de Kerbal Space Program 2 de Star Theory Games vers un nouveau studio interne situé à Seattle. En juin 2020, une enquête réalisée par le journaliste américain Jason Schreier indique qu'une partie des employés avait accepté de rejoindre ce nouveau studio appelé Intercept Games, tandis que Star Theory avait fini par fermer ses portes,. Attendu au départ pour 2020 sur PC, PlayStation 4 et Xbox One, le jeu est finalement reporté à l'automne 2021, puis à 2022, puis à début 2023. En juin 2021, il est annoncé que le jeu sortira également sur PlayStation 5 et Xbox Series.
Une sortie en accès anticipé a lieu le 24 février 2023,. Une première grosse mise à jour a été publié le 19 décembre 2023. Elle se nomme For science! et rajoute un mode exploration, des pièces pour faire de la science ainsi que de nombreuses corrections de bugs.
En mai 2024, Take-Two ferme Intercept Games, en licenciant 70 employés, ainsi que le studio londonien Roll7 (OlliOlli, Rollerdrome),. Ces fermetures font partie du plan de restructuration de Take-Two annoncé en avril 2024, impliquant le licenciement de 5% de ses effectifs, soit environ 600 employés. D'après Take-Two, Kerbal Space Program 2 continuera d'être mis à jour par Private Division.
En novembre 2024, Take-Two annonce avoir revendu sa filiale Private Division, qui comprend les droits de Kerbal Space Program 2. Le 7 janvier 2025, il est révélé qu'il s'agit du fonds d'investissement Haveli Investments.

## Accueil public et critiques
Le journal du Geek donne une note de 6/10 et pointe l'absence de contenu. Il recommande de ne pas investir, le prix demandé étant trop élevé par rapport au contenu (50 euros) et recommande d'attendre les futurs développements. 
Le site Newgame, qui, s'il souligne l'amélioration des graphismes, recommande d'attendre de nouvelles mises à jour avant d'acheter le jeu qui est juste riche de promesses.  
Le site the Pixel post, souligne que cette première version de Kerbal Space Program 2 est ratée avec des performances abyssales, des bugs rendant le jeu quasi injouable et un contenu beaucoup trop faible pour un jeu vendu 50 € et qu'un travail très important reste à fournir pour récupérer la confiance des joueurs.    
La communauté des joueurs sur le site Jeuxvideo.com fait part dans ses nombreux témoignages de très nombreux bugs, et d'un manque de contenu par rapport à KSP 1 avec une note de 4,4/10 pour une dizaine de témoignages.  
Le Youtubeur Arnaud Thiry, joueur régulier de KSP 1, publie en 2023 une vidéo après avoir pu tester le jeu en avant première. Il y fait part de sa déception et souligne que les développeurs ont eu 4 ans pour développer KSP 2 annoncé en 2019. Il partage ses inquiétudes sur le fait que KSP 2 est tout juste à la hauteur de KSP 1 avec un contenu plus limité. Il pointe notamment l'absence dans KSP 2 de nombreuses fonctions basiques déjà présentes dans KSP 1 comme celle d'aller dans le cockpit disponible depuis 2012 ou de visiter un anneau orbital. Il indique également que le jeu n'a pas été optimisé pour des configurations standards: il observe de nombreux ralentissements et bugs comme de nombreux streamers. Il critique également un gameplay pauvre en contenu et en fonctionnalités et dont la dimension scientifique a été mise au second plan par rapport à KSP 1 afin de rendre le jeu plus accessible aux néophytes,[source insuffisante].  
Dans une seconde vidéo parue en décembre 2024 sur sa chaine Astronogeek, il revient en détail sur la genèse compliquée de KSP 2. En 2019, l'éditeur Take Two Interactive rachète les droits de KSP 1 et débloque un budget restreint de 10 millions de dollars pour tenter de faire du jeu une expérience grand public et surfer sur la vague du succès des minions issus de l'univers du film Moi, moche et méchant. Il analyse et pointe notamment que les développeurs de KSP 2, sur décision de l'éditeur Take Two, n'ont pas reçu l'autorisation de prendre contact avec les développeurs du premier KSP et seul un développeur avait déjà joué au jeu. Le moteur Unity sélectionné se révèle être largement inférieur aux attentes et le portage sur Unreal Engine n'est pas autorisé par l'éditeur. L'équipe doit également passer une année à comprendre le code de KSP 1 sans disposer des informations nécessaires. De plus, la politique de rémunération de Take Two Interactive, qui refuse d'augmenter les développeurs, occasionne de nombreux départs parmi les plus expérimentés. En 2021, des développeurs de KSP 1 rejoignent l'équipe. Les annonces de nouvelles fonctionnalités parues dans plusieurs vidéos promotionnelles n'ont pas été suivies d'un réel développement dans le jeu qui se retrouve en retard par rapport à son ainé, qui a contrario bénéficie d'une solide communauté de développeurs bénévoles qui continuent à l'alimenter de nouveaux add-ons. 
Le coût du développement a été estimé à 60 millions de dollars pour des ventes estimées à 25 millions de dollars.